# 桑原雅夫
桑原 雅夫（くわはら まさお、 - ）は、日本の交通工学者。東京大学名誉教授。東北大学名誉教授。Ph.D（カリフォルニア大学バークレー校）。

## 略歴
1973年、静岡県立静岡高等学校卒業。1977年、早稲田大学理工学部土木工学科卒業後、鉄建建設入社。その後、東京大学で修士号、1985年、カリフォルニア大学バークレーにてPh.D取得。同年、東京大学工学部土木工学科助手。1987年、東京大学生産技術研究所助教授を経て、2000年、同教授。2010年、東北大学大学院情報科学研究科人間社会情報科学専攻に転出、教授。2015年、東京大学名誉教授。2020年、東北大学名誉教授。同年、東北大学未来科学技術共同研究センター特任教授。日本大学理工学部交通システム工学科特任教授
専門は交通工学。道路の交通容量解析、動的交通ネットワーク解析、交通信号制御、交通シミュレーション、交通データ解析。

## 著書
- 『交通流理論: 流れの時空間変化をひも解く』 交通工学研究会 2020.3

## 受賞歴
- 2012年 第26回交通工学研究会論文賞[9]
- 2004年 第2回住友海上福祉財団賞交通安全部門
- 1998年 土木学会論文賞
- 1995年 第9回交通工学研究会論文賞[9]
- 1992年 第6回交通工学研究会論文賞[9]

## 関係項目
- 駐車
- パーキングメーター
- 都市高速道路
- ET-Navi
- 神橋
- 渋滞
- 近代以前の日本の都市人口統計